# Listia (plante)
Genre
Synonymes
- Lotononis (DC.) Eckl. & Zeyh.[2]

Listia est un genre de plantes dicotylédones de la famille des Fabaceae, sous-famille des Faboideae, originaire d'Afrique équatoriale et australe, qui comprend sept espèces acceptées.

## Liste d'espèces
Selon Plants of the World Online :
- Listia angolensis (Welw. ex Bak.) B.-E. van Wyk & Boatwr.
- Listia bainesii (Bak.) B.-E. van Wyk & Boatwr.
- Listia heterophylla (E. Mey.) B.-E. van Wyk & Boatwr.
- Listia marlothii (Engl.) B.-E. van Wyk & Boatwr.
- Listia minima (B.-E. van Wyk) B.-E. van Wyk & Boatwr.
- Listia solitudinis (Dümmer) B.-E. van Wyk & Boatwr.
- Listia subulata (B.-E. van Wyk) B.-E. van Wyk & Boatwr.